# Monastero di Santa Maria (Rifreddo)
Il monastero di Santa Maria di Rifreddo è stato un importante monastero cistercense femminile del Piemonte.

## Storia
La fonte primaria per ricostruire la sua storia e la sua evoluzione è il Fondo del Monastero di Santa Maria della Stella-Rifreddo-Saluzzo che conserva le carte prodotte dal 1218 fino alla fine del XVIII secolo, ora conservato presso l’archivio diocesano di Saluzzo. Il monastero sorse per volontà di Agnese di Saluzzo, figlia del marchese Manfredo II e vedova del giudice di Torres Comita. Nel 1219 la donna si rivolse direttamente a papa Onorio III proponendogli la fondazione di un nuovo monastero; il papà diede al “salubre propositum” della donna la sua approvazione preventiva il 4 maggio dello stesso anno. Nei giorni seguenti Agnese acquistò dalla madre Alasia, che di fatto reggeva il Marchesato dei Saluzzo per conto del nipote Manfredo III allora minorenne, la località di Rifreddo insieme a tutti i beni e le giurisdizioni pertinenti.
Nel 1220 inizio la costruzione dell’edificio della “domus religionis Rivifrigidi”, denominazione originaria del monastero. Agnese agiva per conto del monastero di Rifreddo, “vice et nomine monasterii Rivifrigidi” anche senza ricoprirne ruoli istituzionali, secondo una consuetudine non estranea ad altre esperienze monastiche femminili dove la fondatrice non si riservava cariche istituzionali, ma fiancheggiava la priora nel suo compito. Il nascente ente ottenne la protezione marchionale il 2 aprile 1220 quando il marchese Manfredo III, divenuto maggiorenne, confermò la cessione avvenuta l’anno precedente e vendette altri terreni; presenziò questo atto, in veste di testimone, l’abate della vicina abbazia di Staffarda, monastero maschile strettamente legato agli interessi e alla politica della dinastia saluzzese. La definitiva approvazione papale arrivò nel 1221 con una lettera bollata all’indomani di una seconda lettera inviata da Agnese al pontefice e successivamente ad una verifica, richiesta dal papa al vescovo di Torino Giacomo di Carisio, che il luogo in cui sorgeva il monastero fosse idoneo e dopo parere favorevole dello stesso vescovo. In breve tempo Santa Maria di Rifreddo divenne un punto di appoggio di primaria importanza per la dinastia dei marchesi di Saluzzo: nel 1224 l’ente giunse a controllare il priorato di Sant’Ilario di Revello, arrivando così a divenire il più importante monastero femminile della Valle del Po e centro di consolidamento territoriale, seppure indiretto, del marchesato saluzzese. L'influenza di questo centro religioso si esercitava, infatti, direttamente sulle Comunità di Rifreddo e Gambasca, ed indirettamente, attraverso pretese di pagamenti di decime, sugli altri paesi della vallata.
Nel 1230 Manfredo III sancì la propria benevolenza nei confronti del monastero, confermò tutti gli acquisti realizzati negli anni e le donazioni ricevute e aggiunse al patrimonio dell’ente altri possedimenti e decime. Si trattò di donazioni di notevole consistenza che avrebbero costituito negli anni a venire importanti risorse finanziarie del monastero e anche motivi di scontri e liti con le altre chiese ed istituzioni della valle. La situazione mutò radicalmente quando nel 1244 morì improvvisamente Manfredo III, lasciando come erede Tommaso I di soli cinque anni, affidato al tutore Bonifacio di Monferrato. La soluzione scelta dal monastero alla momentanea assenza di una protezionale marchionale fu duplice: la richiesta formale di adesione all’ordine cistercense e la sottomissione disciplinare al monastero maschile di Staffarda. A questa difficile situazione politica si aggiunse anche una lunga lite relativa alle decime della Valle del Po che contrappose per alcuni anni le monache di Rifreddo e la prevostura di Revello; in questo scontro il monastero di Rifreddo schierò a sua difesa tutti i suoi protettori, sia ecclesiastici che laici. Nella vicenda intervenne direttamente papa Innocenzo IV che affidò la comunità alla sorveglianza e alla sollecitudine dell’abate di Staffarda; nel 1249 il papa inviò al monastero due solenni privilegi: il primo ricalcò quello emanato da Onorio III nel 1221, il secondo confermò il primo e aggiunse alcune novità quali l’inclusione del monastero nell’Ordine cistercense e la protezione dei beni fino a quel momento acquisiti. Nei decenni seguenti le monache dovettero difendere i propri beni e proprietà da altri tentativi di esproprio e fecero valere i legami ora con l’episcopato locale, ora con la Curia romana.
Nel 1495 il monastero fu teatro di un processo alle streghe di cui sono conservati i verbali degli interrogatori nell’archivio storico di Rifreddo. La badessa richiese l’intervento dell’inquisitore che giunse da Milano per indagare sulla morte di un inserviente del monastero. Iniziò la caccia alle streghe: l’archivio storico conserva i documenti che accusarono di stregoneria una donna di Gambasca, Caterina Bonivarda insieme ad altre donne del luogo che vennero tutte condannate al rogo.
Le sorti del monastero seguirono quelle del Marchesato dei Saluzzo: nel 1588 passò sotto il controllo francese e poi nel 1601 venne incorporato nel Ducato di Savoia. Ebbe così inizio anche il declino dell’ente: in seguito alle disposizioni del concilio di Trento secondo cui le monache che vivevano in monasteri situati fuori le mura dovevano riparare in enti situati all’interno delle mura cittadine per essere sottoposte alla giurisdizione vescovile, le monache si spostarono a Saluzzo, affittarono il palazzo che aveva ospitato le monache clarisse e cambiarono la denominazione in Santa Maria della Stella. Nel 1657 Rifreddo divenne feudo del Marchese Havard di Senantes e, successivamente, nel 1703, degli Isnardi del Castello di Caraglio. Il decreto napoleonico del 1802 soppresse tutti gli ordini religiosi tra cui anche questa anche questa secolare istituzione. Da quel momento iniziò il declino del monastero che passò infine al comune di Rifreddo.
Nel 2021 l’amministrazione comunale decise di commemorare l’ottocentesimo anniversario della fondazione del monastero.
Il monastero, sorto per motivi religiosi dalla volontà di Agnese di Saluzzo, affonda le sue radici nell’ampio fenomeno della diffusione dei cenobi femminili, sia di matrice urbana che extra urbana, diffusi in Piemonte, Lombardia e Liguria a partire dal 1215 circa. Ben presto divenne un importante centro istituzionale anche di matrice politica grazie alla volontà di Alasia, madre della fondatrice. Infatti fin dalle sue origini il monastero intrecciò legami e relazioni significative con la nobiltà piemontese, l’episcopato locale e la curia romana. Quelli più stretti furono con la famiglia marchionale dei Saluzzo, sebbene il monastero non possa essere definito come Eigenkloster, monastero privato, cioè appartenente ad una famiglia. Anche la sottomissione disciplinare all’abbazia maschile di Staffarda non ostacolò la volontà dell’ente di mantenere i propri privilegi, possedimenti e decime e in alcune vicende le monache arrivarono anche a disputarsi con l’ente maschile terreni e proprietà.
Riguardo alla composizione, provenienza ed estrazione sociale delle monache di Rifreddo le informazioni provengono dal Cartario. I dati relativi ai primi anni di vita del monastero sono estremamente lacunosi, per i decenni successivi la situazione migliora e si evidenzia un aumento nel numero complessivo delle monache ad indicare il ruolo e l’importanza dell’ente monastico. Riguardo alla provenienza, in molti casi le monache sono citate solo con il nome proprio, in altri casi, quando è citata la provenienza, si riscontra che il bacino di reclutamento spaziava dal Piemonte alla Liguria. Relativamente all’estrazione sociale le religiose provenivano principalmente dalla media e piccola aristocrazia in prevalenza rurale.

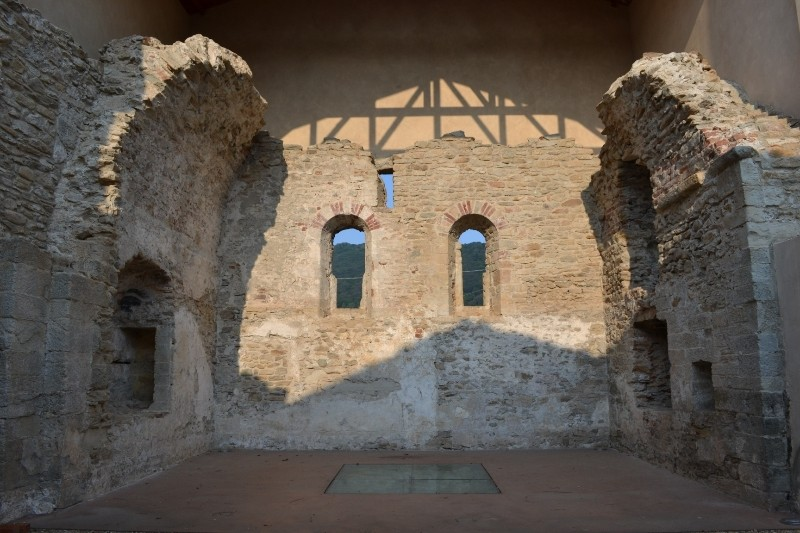
resti del monastero

La chiesa fu la prima opera architettonica realizzata al momento della fondazione dell'ente religioso; negli anni successivi si aggiunsero il parlatorium, la domus, le celle per la residenza delle monache, il chiostro. A pochi anni dalla sua fondazione la struttura ospitava anche due ambienti per l’attività della lavorazione della canapa. Il complesso era cintato.
Del monastero rimangono ancora visibili alcuni elementi della chiesa e qualche frammento del chiostro. Dell’edificio sacro si possono ammirare la facciata e la parete perimetrale nord, collegata al braccio del transetto e all’abside. I dati a disposizione consentono di ricostruire l’aspetto dell’edificio originario: la chiesa presentava un disegno ad aula unica cruciforme con una possibile copertura lignea. La facciata è la parte meglio conservata con due robuste lesene che spartiscono la fronte in tre campi: in quello centrale si apriva il portone coronato in origine da un architrave e da un arco, nella parte superiore vi era il rosone di cui rimane solo la metà inferiore. I recenti restauri, relativi ad un primo lotto di intervento, hanno sottolineato l'accurata tecnica costruttiva, con l'impiego di pietra locale e di laterizio.